# Штемсхорн
Штемсхорн (нем. Stemshorn) — община в Германии, в земле Нижняя Саксония.
Входит в состав района Дипхольц. Подчиняется управлению Альтес Амт Лемфёрде. Население составляет 700 человек (на 31 декабря 2010 года). Занимает площадь 8,84 км².
| Год  | Население |
| ---- | --------- |
| 1990 | 594       |
| 1995 | 637       |
| 2000 | 721       |
| 2005 | 728       |
| 2010 | 702       |